# LOVE ADDICT (VAMPSの曲)
「LOVE ADDICT」（ラヴ アディクト）は、日本のロックユニット、VAMPSの1枚目のシングル。2008年7月2日発売。発売元は主宰レーベル、VAMPROSE。

## 解説
HYDE（L'Arc〜en〜Ciel）と、K.A.Z（Oblivion Dust）の2名により結成されたロックユニット、VAMPSの初作品。
HYDEは2001年からバンド活動と並行しながらソロ名義での音楽活動を行っており、2003年からは共同プロデューサーとしてK.A.Zを招き、楽曲制作を行っていた。そして2005年以降は、K.A.Zがサポートギタリストとしてもレコーディングやライヴに参加するようになり、翌2006年に発表した3rdソロアルバム『FAITH』ではコンポーザーをHYDEとK.A.Zそれぞれが担当するようになっていた。こういった背景があり、HYDEはK.A.Zとユニットとして活動していくことを提案したという。HYDEは本作発売当時に受けたインタビューの中で、VAMPSの結成経緯について「いろいろなタイミング、要素が重なっているんですけど、実は前回のアルバム（HYDEのソロアルバム『FAITH』）から、今やっているようなスタイルは出来上がっていたんですよ。ただ、これまでと同じように“HYDE”っていう名前でやるのはムリがあるかなって」と語っている。また、K.A.Zは「（HYDE名義のままで）"HYDEのK.A.Zです"っていうのも、おかしいしね（笑）」と述べている。
こうして結成されたVAMPSは、自らでインディーズレーベル、VAMPROSEを立ち上げることにする。なお、販売はエイベックスグループのエイベックス・マーケティングが担当しており、2010年までこのレーベルから作品が発表されることになった。
ちなみにHYDEは、本作発売当時に受けた音楽雑誌『音楽と人』のインタビューの中で、K.A.Zに惹かれた部分について「彼の持ってる匂い？かな。誰しも持ってるものだけど、それが自分の肌に合うかどうか、でしょ。俺、デペッシュ・モードが好きなんですけど、彼らは何を作っても、その匂いを持った濃厚なものになる。もちろん他のバンドにも匂いはあるけど、自分に合うかどうかが大事で。例えば駄作であっても、彼らがやってるからカッコいい匂いがあって。俺の中で、彼（＝K.A.Z）のそれは完璧なんです」「（アルバム『666』のツアーで訪れた）大阪の会場に彼が遊びに来てたから、ライヴに参加してもらったんですよね。何曲か一緒にやったんだけど、その時ほど刺激的な日はなかったから」と述べている。そしてK.A.Zは、HYDEの印象について「感覚的な部分もあるからうまく言えないけど、曲へのアプローチの仕方とか、その色とか、彼から出てきた曲が持ってる雰囲気は、独特なものがあると思うんです（中略）コピーしたり、理想を追ってるんじゃなくて、その人のカラーがちゃんと出てるんですよ」「同じ80年代に音楽好きになって、結構聴いてきてるものが近いから、曲を作っているときに<あの曲のギターの音、いいよね> <あ、そうだね>って、話がストレートに通りやすいんです。シンプルなことをシンプルにやりたいときは、ストレスが少ない、こういう関係がいいんでしょうね」と述べている。また、HYDEからの結成のオファーを振り返り、K.A.Zは「やっぱり嬉しいですよね。自分を必要としてくれている人がいるということは、すごく嬉しいことだし、一生のうちに何回もあることじゃない。だから、そういうことは素直に嬉しい」と語っている。
本作の表題曲「LOVE ADDICT」は、ポップなメロディがのせられたオールドな雰囲気があるロックンロールに仕上げられている。作詞・作曲を担当したHYDEは本作発売当時に受けたインタビューの中で、この曲の制作を振り返り「これは今年（2008年）の2月に作りましたね。VAMPSの一枚目にふさわしい曲を作ろうと思って。ライヴで盛り上がるキャッチーさの中に、ロックの荒々しさが残ってるのが条件でしたね。でもそれだけの条件だと山のように選択肢があって（笑）。もともとヘヴィロック的なアプローチが最初にはあったんだけど、今回は、どうもそれだと自分の中でときめかなかったんですよね。そうやって試行錯誤してる中で、ロックンロール的なアレンジが出てきて、納得したって感じかな」と述懐している。なお、HYDE曰く、ユニット名がヴァンパイアの略称も表していることから、最初の作品ではゴシックテイストの楽曲を出すことをあえて避けようと考えていたという。HYDEはこの曲のアレンジについて「VAMPSをプロデュースするとしたらこういう曲がいいなって思いながら作りました。VAMPSって名前は、すごくゴシックな匂いがするけど、そういう曲だとはまりすぎるから、ちょっとオールドな匂いがする曲が名前に合うかなって」「今の時代にない、カッコいい曲鳴らせたと思う」と述べている。なお、K.A.Zは、この曲のレコーディングを振り返り「HYDEのデモのギターが凄い良かったんです。それを俺がなかなか弾けなくて（苦笑）。というか、その雰囲気が出せなくて。でも、今となっちゃあ、バッチリです（笑）」と述べている。
カップリングに収録された「TIME GOES BY」は、K.A.Zが弾くギターのアルペジオと、伸やかなHYDEの歌声が印象的なロックナンバーとなっている。この曲には、K.A.ZとHYDEの2人に作曲クレジットがついているが、原曲はK.A.Zが手掛けている。作曲を担当したK.A.Zは、原曲を作ったときを振り返り「作ったときは、最初はアルペジオから発展してきましたね。実はずいぶん前にHYDEに聴いてもらってたんだけど、そのことをちょっと忘れてたんですよ。そこで、"あのアルペジオの曲さ、もっと良くなりそうなんだけど"って言われた時に"どの曲だろう？"って思ったぐらいで（笑）」と述懐している。なお、HYDEはこの曲について「HYDEとVAMPSのちょうど中間な感じですよね。K.A.Zにないところと俺にあるところ、もちろん逆もあるんですけど、そこが上手くハマることが多いんですよ。今回も途中までK.A.Zが作って途中から俺が作るってケースが多くて。この曲は、その第一号なんじゃないかな」と述べている。
なお、本作の制作にはベーシストとしてJu-ken（QUINTILLION QUIZ、CRAVE）、ドラマーとしてHYDEの3rdソロアルバム『FAITH』の制作に参加していたスコット・ギャレット（ex.ザ・ミッション、ex.ザ・カルト）が招聘されている。また、ミキシング・エンジニアとして、HYDEの2ndソロアルバム『666』の制作にも携わったジョシュ・ウィルバーが参加している。
本作は、初回生産限定盤（CD＋DVD）と通常盤（CD）の2形態でリリースされている。初回盤には表題曲のミュージック・ビデオとメイキング映像を収録したDVDが付属している。なお、本作は2008年に発表されたオリコン年間インディーズシングルチャートにおいて、年間首位を獲得している。

## 収録曲
| #  | タイトル         | 作詞 | 作曲        | 編曲  | 時間 |
| -- | ---------------- | ---- | ----------- | ----- | ---- |
| 1. | 「LOVE ADDICT」  | HYDE | HYDE        | VAMPS | 4:03 |
| 2. | 「TIME GOES BY」 | HYDE | K.A.Z, HYDE | VAMPS | 4:10 |

## 初回生産盤付属DVD
1. LOVE ADDICT
ディレクター：柿本ケンサク
2. LOVE ADDICT -MAKING-

## タイアップ
LOVE ADDICT
- 日本テレビ系番組『ぐるぐるナインティナイン』エンディングテーマ

TIME GOES BY
- ジェムケリー「GEREZZA」CMソング（本人出演）

## 参加ミュージシャン
LOVE ADDICT
- HYDE：Vocal
- K.A.Z：Guitar, Programming
  - Ju-ken：Bass
  - Scott Garrett：Drums

TIME GOES BY
- HYDE：Vocal
- K.A.Z：Guitar, Programming
  - Ju-ken：Bass
  - Scott Garrett：Drums

## 収録アルバム
- 『VAMPS』 (#1、#2)
- 『SEX BLOOD ROCK N' ROLL』 (#1,再録バージョン)